# Landgericht Aachen

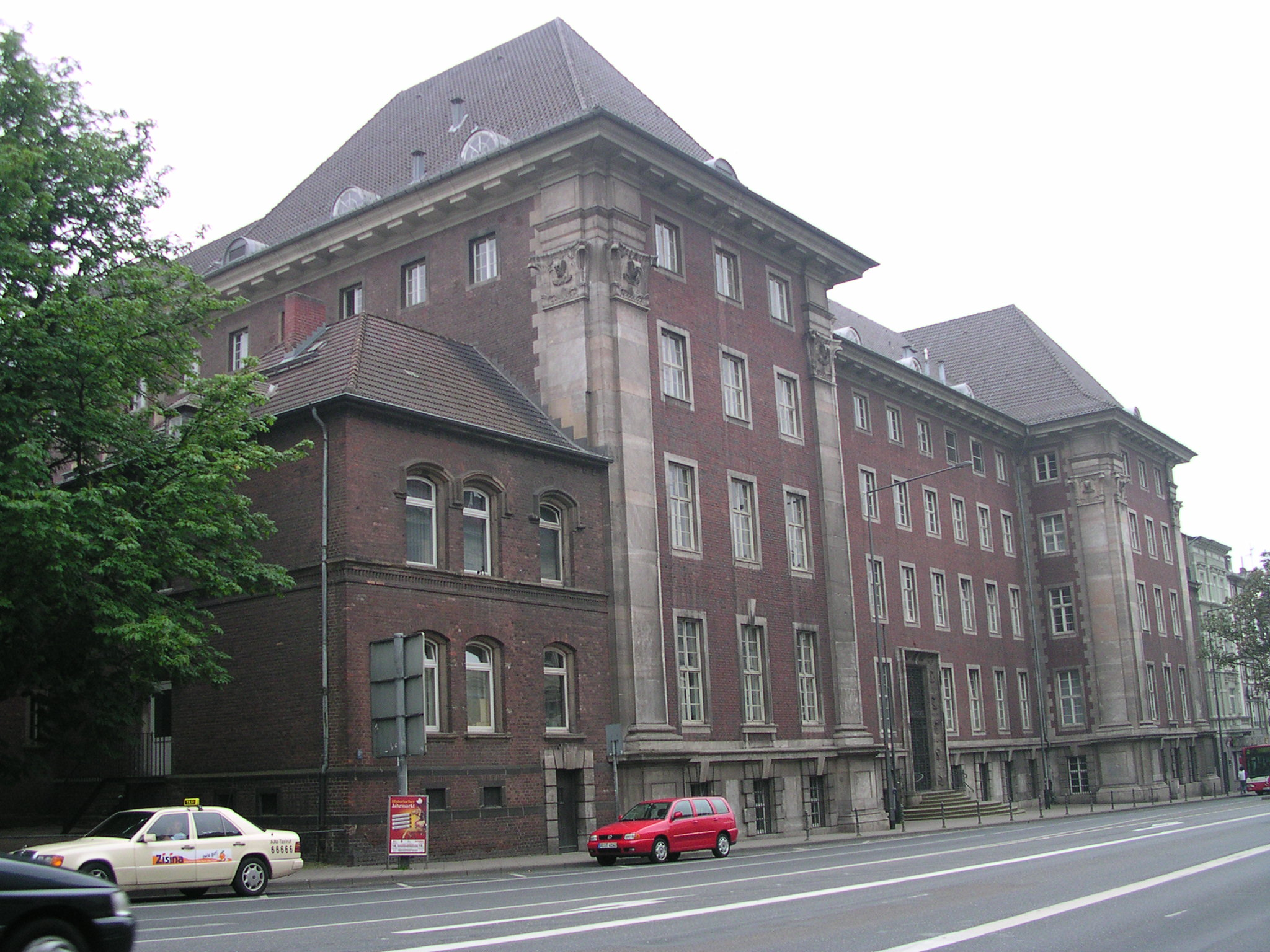
Nordfront (Erweiterungsbau von 1929 am Adalbertsteinweg)

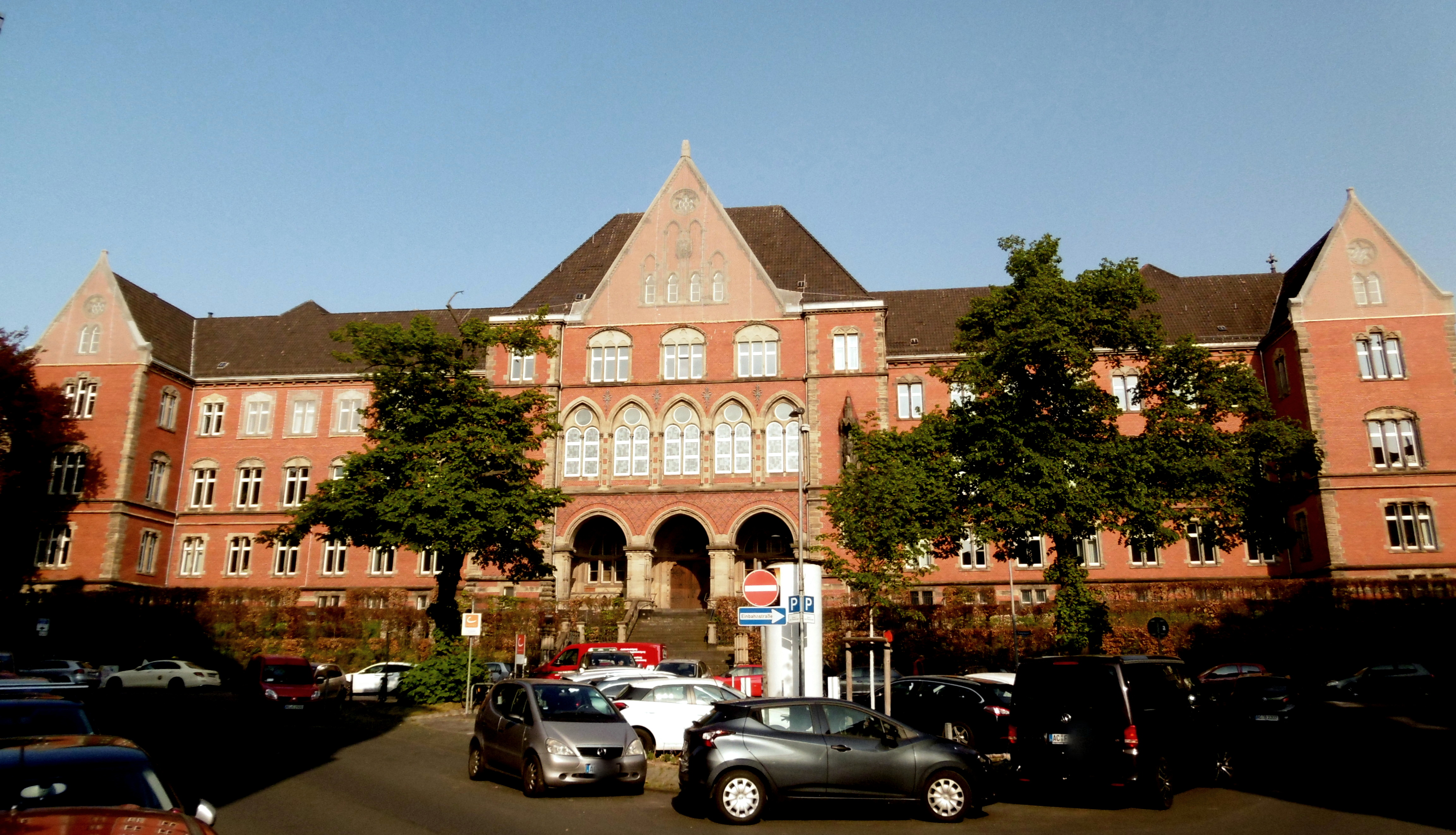
Westfront (Altbau von 1889 an der Kongressstraße)

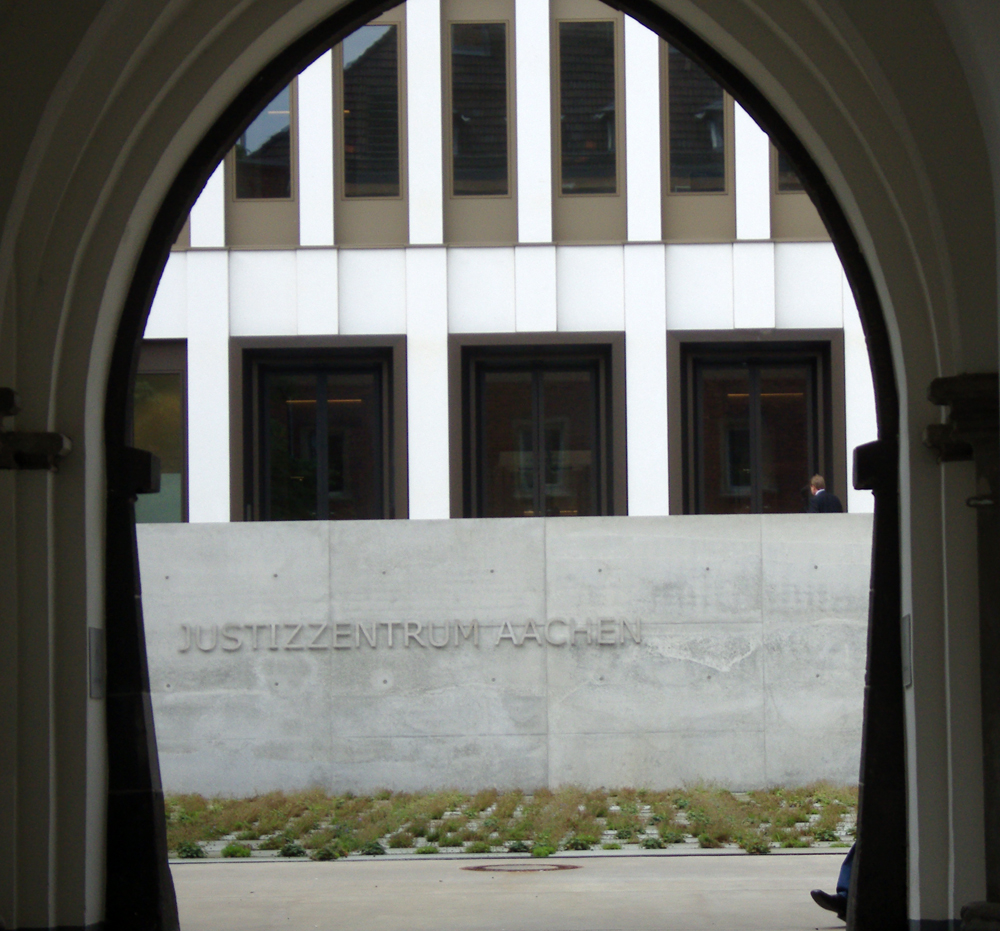
Eingangstor des Justizzentrums (2008)

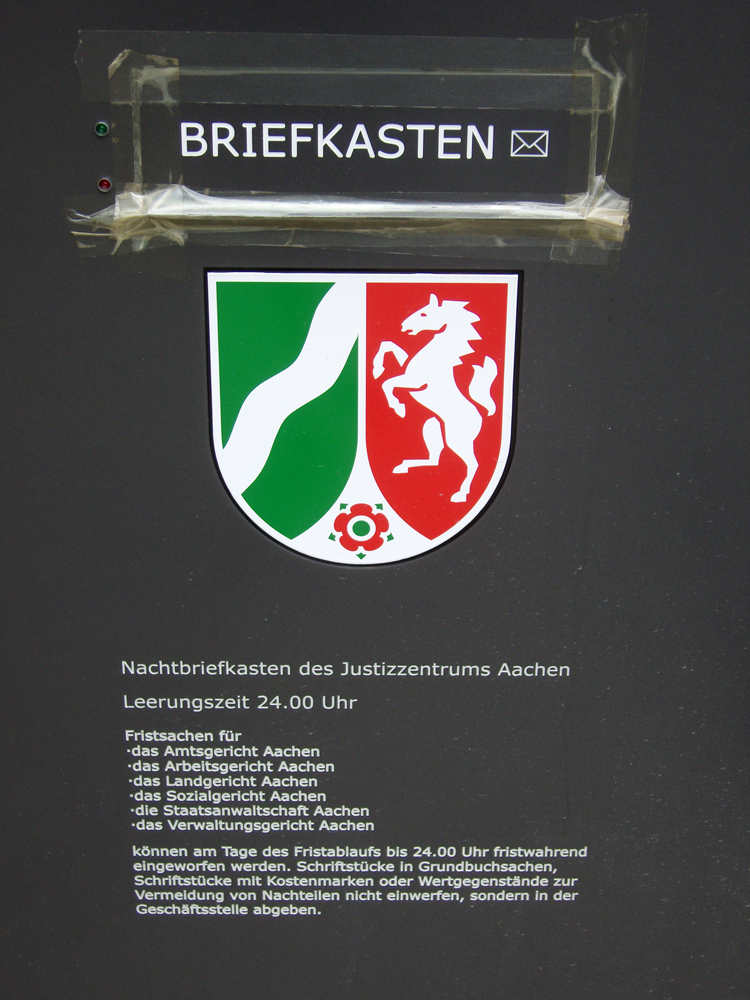
Nachtbriefkasten des Justizzentrums Aachen (2008)

Das Landgericht Aachen ist ein Teil der ordentlichen Gerichtsbarkeit des Bundeslandes Nordrhein-Westfalen. Ein Landgericht Aachen existiert allerdings unter diesem Namen schon seit 1820, nicht erst seit der Einführung des Gerichtsverfassungsgesetzes 1879.

## Gerichtssitz und -bezirk
Das Landgericht (LG) hat seinen Sitz in Aachen; der Gerichtsbezirk umfasst die Städteregion Aachen, den Kreis Düren, den Kreis Heinsberg abzüglich der Städte Erkelenz, Hückelhoven und Wegberg sowie vom Kreis Euskirchen die Städte und Gemeinden Blankenheim, Dahlem, Hellenthal, Kall, Nettersheim und Schleiden.

## Gerichtsgebäude
Das Landgericht Aachen ist im historischen Gerichtsgebäude an der Kongressstraße und einem Erweiterungsbau am Adalbertsteinweg 90 in Aachen untergebracht.
Bis 2008 wurde für 78 Mio. Euro ein Erweiterungsbau (Justizzentrum) errichtet, in dem seitdem auch das Amtsgericht Aachen, die Staatsanwaltschaft Aachen, das Arbeitsgericht Aachen, das Sozialgericht Aachen und das Verwaltungsgericht Aachen untergebracht sind. Dort versehen ca. 900 Justizbedienstete ihren Dienst.
Der von der Architektin Gesine Weinmiller (Weinmiller Architekten Berlin) entworfene Erweiterungsbau besteht aus drei Gebäuden (zentraler Saalbau und zwei Bürotrakten) und einem angeschlossenen Parkhaus mit ca. 400 Stellplätzen.

## Geschichte

### Vorgeschichte
1794 eroberte das revolutionäre Frankreich die linksrheinischen Gebiete. Diese wurden am 4. November 1797 von Frankreich annektiert. Im Frieden von Campo Formio 1797 und final im Friede von Lunéville wurde diese Annexion von den Kriegsgegnern anerkannt. Frankreich führte in linksrheinischen Gebieten die französische Verwaltungs- und Gerichtsorganisation ein. Auf Ebene des Arrondissement Aachen wurde für Zivilrechtsfälle ein Tribunal 1. Instanz eingerichtet. Das Tribunal 1. Instanz war mit 7 Berufsrichtern, einem Kommissar, einem stellvertretenden Kommissar, einem Greffier (Gerichtsschreiber) und vier Ersatzrichtern besetzt. Für Strafrechtsfälle wurde auf Ebene des Département de la Roer ein Kriminalgericht mit Sitz in Aachen eingerichtet. Als erste Richter am Kriminalgericht fungierten Meller (Vorsitzender), Sybertz und Pellegrin (Richter), Calenberg und Zurhoven (stellv. Richter), Hanne (Regierungskommissar) und Leroy (Gerichtsschreiber). Gerichtssprache war an beiden Gerichten Französisch.
Dem Tribunal 1. Instanz unterstanden folgende Friedensgerichte:
| Friedensgericht               | Sitz          |
| ----------------------------- | ------------- |
| Friedensgericht Aachen        | Aachen        |
| Friedensgericht Burtscheid    | Burtscheid    |
| Friedensgericht Düren         | Düren         |
| Friedensgericht Eschweiler    | Eschweiler    |
| Friedensgericht Froitzheim    | Froitzheim    |
| Friedensgericht Geilenkirchen | Geilenkirchen |
| Friedensgericht Gemünd        | Gemünd        |
| Friedensgericht Heinsberg     | Heinsberg     |
| Friedensgericht Linnich       | Linnich       |
| Friedensgericht Montjoie      | Monschau      |
| Friedensgericht Sittard       | Sittard       |

1814 wurde das linke Rheinufer von den Koalitionstruppen zurückerobert und fiel an das Königreich Preußen. Preußen übernahm die französische Justizorganisation, benannte aber das Tribunal 1. Instanz in Kreisgericht um. Übergeordnetes Gericht war der Appellationshof Köln. Daneben bestand in Aachen noch das Handelsgericht Aachen. Dem Kreisgericht Aachen unterstanden nun folgende Friedensgerichte:
| Friedensgericht               | Sitz          | Anmerkungen |
| ----------------------------- | ------------- | ----------- |
| Friedensgericht Aachen        | Aachen        |             |
| Friedensgericht Burtscheid    | Burtscheid    |             |
| Friedensgericht Düren         | Düren         |             |
| Friedensgericht Eschweiler    | Eschweiler    |             |
| Friedensgericht Froitzheim    | Froitzheim    |             |
| Friedensgericht Geilenkirchen | Geilenkirchen |             |
| Friedensgericht Gemünd        | Gemünd        |             |
| Friedensgericht Heinsberg     | Heinsberg     |             |
| Friedensgericht Linnich       | Linnich       |             |
| Friedensgericht Montjoie      | Montjoie      |             |
| Friedensgericht Herzogenrath  | Herzogenrath  |             |
| Friedensgericht Sittard       | Sittard       |             |

Quelle siehe 

### Landgericht der Rheinprovinz
Das Landgericht Aachen existiert unter diesem Namen seit 1820. In der damaligen preußischen Rheinprovinz galt die französische Gerichtsorganisation weiter. Der Appellationsgerichtshof Köln hatte dort die Funktion des Appellationsgerichtes. Die ihm untergeordneten Gerichte trugen nicht mehr die Bezeichnung Kreisgericht, sondern Landgericht. Dem Landgericht Aachen waren folgende Friedensgerichte als Gerichte erster Instanz untergeordnet:
| Friedensgericht               | Sitz          |
| ----------------------------- | ------------- |
| Friedensgericht Aachen I      | Aachen        |
| Friedensgericht Aachen II     | Aachen        |
| Friedensgericht Aldenhoven    | Aldenhoven    |
| Friedensgericht Blankenheim   | Blankenheim   |
| Friedensgericht Burtscheid    | Burtscheid    |
| Friedensgericht Düren         | Düren         |
| Friedensgericht Erkelenz      | Erkelenz      |
| Friedensgericht Eschweiler    | Eschweiler    |
| Friedensgericht Eupen         | Eupen         |
| Friedensgericht Geilenkirchen | Geilenkirchen |
| Friedensgericht Gemünd        | Gemünd        |
| Friedensgericht Heinsberg     | Heinsberg     |
| Friedensgericht Jülich        | Jülich        |
| Friedensgericht Malmedy       | Malmedy       |
| Friedensgericht Montjoie      | Montjoie      |
| Friedensgericht Nideggen      | Nideggen      |
| Friedensgericht Sankt Vith    | Sankt Vith    |
| Friedensgericht Wegberg       | Wegberg       |

Quelle siehe

### Landgericht nach dem Gerichtsverfassungsgesetz 1879
Im Zuge der Reichsjustizgesetze nahm es 1879 das bis dahin in Aachen ansässige Handelsgericht auf, das fortan die im Gerichtsverfassungsgesetz (GVG) vorgesehene Kammer für Handelssachen bildete. Die Friedensgerichte wurden aufgelöst und Amtsgerichte eingerichtet.
Bis zum Ersten Weltkrieg umfasste es die 16 Amtsgerichte zu Aachen, Aldenhoven (heute zu Jülich), Blankenheim (heute zu Gemünd), Düren, Erkelenz, Eschweiler, Eupen (heute zu Belgien), Geilenkirchen, Gemünd, Heinsberg, Jülich, Malmedy (heute zu Belgien), Montjoie (heute: Monschau), St. Vith (heute zu Belgien), Stolberg (heute zu Eschweiler) und Wegberg (heute zu Erkelenz).
Seit Juni 2022 wird das LG Aachen von dem Präsidenten Ulrich Thole geleitet.

### Landesarbeitsgericht Aachen
Gemäß Arbeitsgerichtsgesetz vom 23. Dezember 1926 wurden in Deutschland Arbeitsgerichte gebildet. Diese waren nur in der ersten Instanz unabhängig, die Landesarbeitsgerichte waren den Landgerichten zugeordnet. Am Landgericht Aachen entstand so 1927 das Landesarbeitsgericht Aachen als eines von drei Landesarbeitsgerichten im Bezirk des Oberlandesgerichtes Köln. Dem Landesarbeitsgericht Aachen waren folgende Arbeitsgerichte zugeteilt: Arbeitsgericht Aachen, Arbeitsgericht Düren, Arbeitsgericht Eschweiler und Arbeitsgericht Gemünd.
Im Zweiten Weltkrieg wurde Belgien besetzt und Eupen-Malmedy am 18. Mai 1940 zurück in das Deutsche Reich eingegliedert. Durch Verordnung vom 19. September 1940 wurden die Arbeitsgerichte Eupen und Malmedy errichtet und dem Landesarbeitsgericht Aachen zugeordnet.
Nach der Besetzung Deutschlands durch die Alliierten wurden 1945 zunächst alle Gerichte geschlossen. Die ordentlichen Gerichte wurden schon bald wieder eröffnet, während die Arbeitsgerichte zunächst nicht wieder eingerichtet wurden, so dass arbeitsgerichtliche Streitigkeiten von den ordentlichen Gerichten erledigt werden mussten. Gemäß Kontrollratsgesetz 21 sollten in Deutschland Arbeitsgerichte aufgebaut werden. Anstelle der früheren Landesarbeitsgerichte wurde nur noch ein Landesarbeitsgericht Düsseldorf für das Rheinland und das Landesarbeitsgericht Hamm für Westfalen gebildet, ein Landesarbeitsgericht Aachen entstand nicht neu.

## Über- und nachgeordnete Gerichte
Das dem Landgericht Aachen übergeordnete Gericht ist das Oberlandesgericht Köln; nachgeordnete Gerichte sind die Amtsgerichte in Aachen, Düren, Eschweiler, Heinsberg, Jülich, Monschau, Geilenkirchen und Schleiden.